# Schleicher ASW 12
Die ASW 12 ist ein einsitziges Segelflugzeug in Kunststoffbauweise. Mit dem Erstflug 1965 zählt die ASW 12 zu einem der ersten Segelflugzeuge aus GfK.
Der Flügel ist als Schulterdecker und das Leitwerk als T-Leitwerk ausgeführt.
Die ASW 12 ist eine Serienversion und abgeleitet aus der von der Akaflieg Darmstadt entwickelten D 36.

## Geschichte
1965 wechselte der Konstrukteur Gerhard Waibel von der TU Darmstadt zum Segelflugzeughersteller Alexander Schleicher in Poppenhausen/Rhön. Seine erste Konstruktion für den neuen Arbeitgeber war die ASW 12. Das Akronym ASW setzt sich wie bei allen Flugzeugen des Herstellers seit Einführung der ASW 12 zusammen aus AS für Alexander Schleicher, gefolgt vom Anfangsbuchstaben des Namens des Flugzeugkonstrukteurs (hier Waibel).
Die ASW 12 errang zahlreiche Titel und Platzierungen bei nationalen und internationalen Wettbewerben. Legendär ist der Flug von Hans-Werner Grosse, der mit einer ASW 12 am 25. April 1972 von Lübeck bis nach Biarritz einen Weltrekord für die freie Strecke von 1461 Kilometern aufstellte.
Der Prototyp der ASW 12, die AS 12, steht heute im Deutschen Segelflugmuseum mit Modellflug auf der Wasserkuppe. Die ASW 12 wurde durch Zufall in den USA wiederentdeckt.

## Konstruktion
Der Rumpf der ASW 12 ist äußerst schlank und hat ein Einziehfahrwerk und eine zweiteilige Haube, die tiefer heruntergezogen ist als bei der D 36. Jeder einzelne Rumpf wurde wie bei der D 36 in Positivbauweise über einem Kern in zwei Halbschalen hergestellt und besteht aus einem GfK-Balsaholz-Sandwich. Dies ist bei einem Seriensegelflugzeug ein sehr ungewöhnliches Verfahren.
Der Flügel ist in Doppeltrapezform angelegt. Das Profil ist ein modifiziertes Wortmann FX 62-K-131 an der Wurzel und ein Wortmann FX 60-126 im Bereich der Flügelspitzen. Im Gegensatz zum Rumpf wurde der zweiteilige Flügel im Negativverfahren hergestellt. Auch beim Flügel wurde ein GfK-Balsaholz-Sandwich eingesetzt. Der Flügel verfügt über keinerlei Möglichkeit der Ballastaufnahme.
Als Landehilfen besitzt die ASW 12 lediglich einen Bremsschirm. Einzelne ASW 12 wurden zur Verbesserung des Landeverhaltens mit einem zweiten Bremsschirm unter dem Rumpf nachgerüstet. Später wurde die Klappenkinematik derart überarbeitet, dass zur Landung eine Wölbklappenstellung von 50° möglich ist. Wenige ASW 12 sind noch flugfähig erhalten, eine ist am Flugplatz Hetzleser Berg stationiert.

## Technische Daten
| Kenngröße                       | Daten                                          |
| ------------------------------- | ---------------------------------------------- |
| Spannweite                      | 18,3 m                                         |
| Flügelfläche                    | 13,0 m²                                        |
| Flügelstreckung                 | 25,8                                           |
| Rumpflänge                      | 7,35 m                                         |
| Höhe am Leitwerk                | 1,5 m                                          |
| Flügelprofil                    | Wortmann FX 62-K-131 modifiziert und FX 60-126 |
| Leermasse mit Mindestausrüstung | 324 kg                                         |
| max. Startmasse                 | 430 kg                                         |
| Flächenbelastung (85 kg Zul.)   | 31,5 kg/m²                                     |
| Höchstgeschwindigkeit           | 200 km/h                                       |
| Mindestgeschwindigkeit          | 68 km/h                                        |
| geringstes Sinken (einsitzig)   | 0,57 m/s                                       |
| Gleitzahl                       | 46                                             |